# Умабий
Умабий (греч. Ουμαφιος) — царь аорсов в середине I века, известный по эпитафии Тиберию Плавтию Сильвану. Вероятно, главный (возглавляет список) предводитель объединения, именуемого «Аорсия».

## Основные сведения
В тексте Умабий назван первым из «величайших» царей Аорсии (греч. Άορσία, другие имена утрачены), союзных Римской империи. К Умабию и другим царям римский политический деятель Тиберий Плавтий Сильван (легат Мёзии) ездил в составе посольства для ведения переговоров по поводу военных угроз и выступлений скифов и сарматов Ольвии и Херосонесу.
События, в связи с которыми упомянут Умабий, относят к 62 году, а владения царя приблизительно локализуют в Северном Причерноморье.